# Pernod Ricard

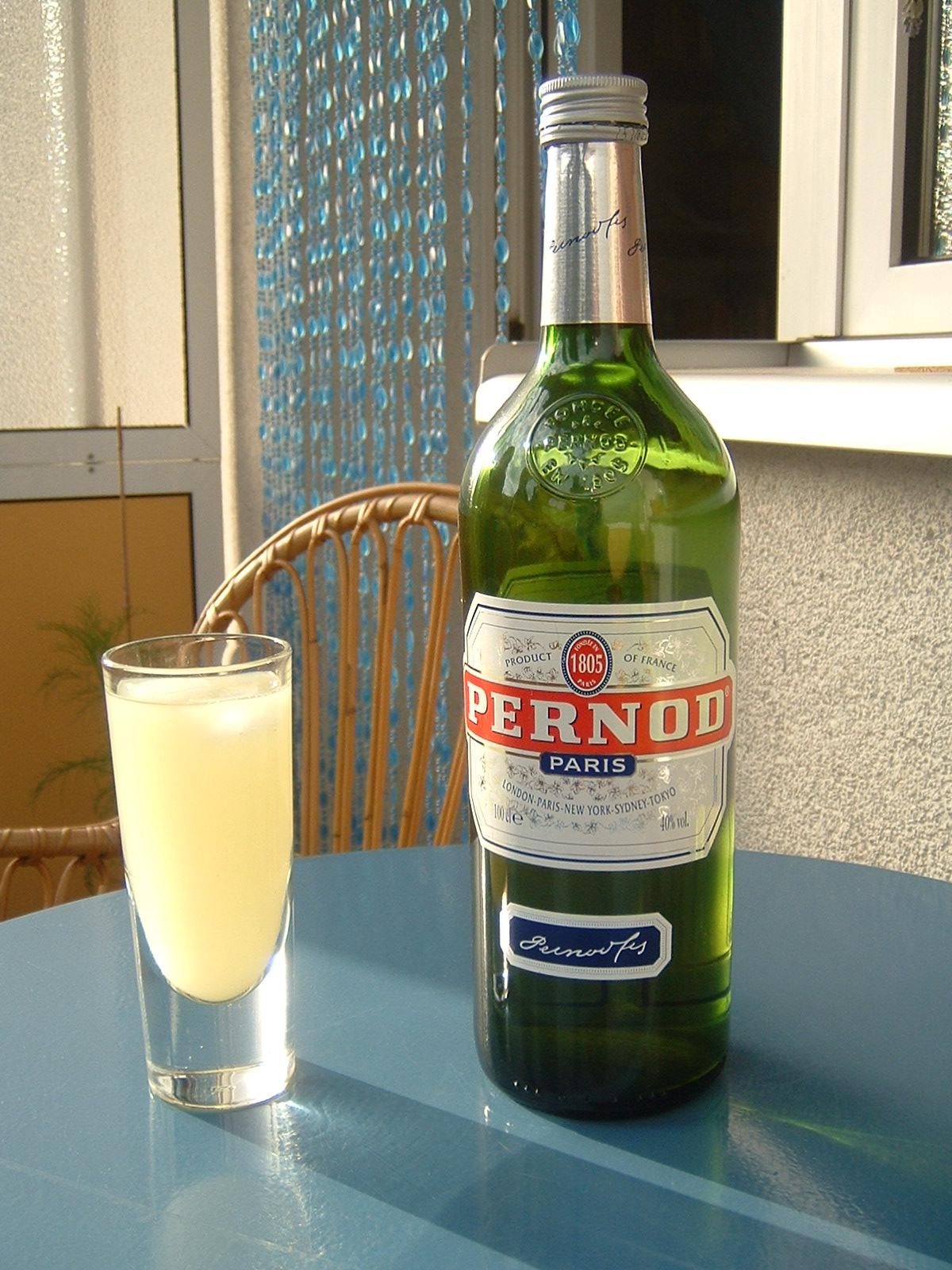
Flaska Pernod.

Pernod Ricard är ett franskt börsnoterat företag, som ursprungligen var tillverkare av Pastis men har nu utvecklats till en internationell destillerikoncern med varumärken som till Jameson whisky, Ricard pastis, Chivas Regal, Absolut Vodka och Beefeater gin. Pernod Ricard hade en omsättning på sex miljarder euro år 2006 och hade cirka 17 600 personer anställda. Bolaget köpte den 31 mars 2008 det svenska bolaget Vin & Sprit med bland annat varumärket Absolut Vodka.
I april 2023 beslutade Pernod Ricard att lyfta bojkotten mot Ryssland (tillföljd av Rysslands invasion av Ukraina), och sälja Absolut Vodka i landet.

## Historia

### Pernod
- 1797 – Henri-Louis Pernod öppnar sitt första absintdestilleri i Schweiz.
- 1805 – Maison Pernod Fils (känt som Pernod Fils) grundas i Pontarlier, Doubs i östra Frankrike av Henri-Louis Pernod, en fransk destillatör från Francophone, Schweiz, som startade med produktionen av anisspriten absint.
- 1850 – Henri-Louis Pernod dör.
- 1871 – Distillerie Hémard grundas nära Paris.
- 1872 – Société Pernod Pére & Fils öppnar i Avignon.
- 1915 – Produktion och konsumtion av absint förbjuds i Frankrike. Många företag letar efter alternativ och börjar producera pastis istället.
- 1926 – Alla 3 destillerier går ihop och bildar Les Établissements Pernod.
- 1965 – De tar över Distillerie Rousseau, Laurens et Moureaux, producent av spritsorten Suze sedan 1889.

### Ricard
- 1932 – Société Paul Ricard grundas i Marseille av Paul Ricard.
- 1940 – Produktionen av pastis förbjuds av Vichyregimen.
- 1944 – Produktionen av pastis blir laglig igen.
- 1951 – Pastis 51, som kommer att bli Frankrikes mest omtyckta long drink, lanseras.
- 1968 – Paul Ricard går i pension, hans son Patrick blir chef 1978.

### Pernod Ricard
- 1975 – Pernod och Ricard går ihop i Pernod Ricard S.A..
- 1988 – Pernod Ricard förvärver irländska destillerier (bland annat Jameson).
- 1989 – Pernod Ricard förvärver Orlando Wyndham (producenter av vinet Jacob's Creek).
- 1993 – Pernod Ricard arbetar med kubanska företag för att skapa Havana Club International.
- 2001 – Pernod Ricard köper 38% av Seagrams viner och sprit.
- 2005 – Pernod Ricard köper Allied Domecq.
- 2008 – Pernod Ricard köper Vin & Sprit, med bland annat Absolut Vodka av den svenska staten[1].

## Märken
Pernod Ricard äger bland andra:
| - Royal Salute (scotch whisky) - Chivas Regal (whisky) - The Glenlivet (single malt whisky) - Jameson (Irish Whiskey) - Seagram's gin - Pernod aux extraits d'absint - Luksusowa (vodka) - Absolut (vodka) - Wyborowa (vodka) - Ricard and 51 (pastis) - ArArAt (armenisk konjak) | - Martell (cognac) - Wild Turkey (bourbonwhiskey) - Jacob's Creek (vin) - Pernod (pastis) - Patxaran - Becherovka - Havana Club (rom) |

Från och med 2005 äger företaget tidigare Allied Domecq. produkter:
| - Ballantine's (whisky) - Kahlúa (kaffelikör) - Malibu (rom) - Beefeater Gin (gin) | - Tia Maria (kaffelikör) - Stolichnaya (vodka) - Mumm (champagne) - Perrier-Jouët (champagne) |

### Tidigare märken
Lincolnshire, Illinois-baserade Fortune Brands förvärvade ett antal av de tidigare Allied Domecq-märkena från Pernod Ricard efter deras uppköp av Allied Domecq. Dessa inkluderar:
| - Sauza (tequila) - Courvoisier (cognac) - Canadian Club (whisky) - Clos du Bois - Andra Sonoma- och Napa Valley-vinmärken - Laphroaig (maltwhisky) - Teacher's (whisky) | - Cockburn's (portvin) - Harveys (sherry) - Larios (gin) - DYC whisky - Fundador (spansk konjak) - Centenario (spansk konjak) - Kuemmerling (tysk bitter ale) |

Yoo-hoo chokladdryck (icke alkoholhaltig) såldes till Pernod Ricard 1989. År 2001 sålde Pernod Ricard den till Cadbury Schweppes.